# Gert Prokop
Gert Prokop (* 11. Juni 1932 in Richtenberg, Vorpommern; † 1. März 1994 in Berlin) war ein deutscher Schriftsteller. Bekannt ist er besonders für seine Kinder- und Jugendbücher; daneben schrieb er auch Hörspiele, Science-Fiction und Kriminalromane.

## Leben
Gert Prokop wuchs in seiner Heimatstadt auf. 1950 siedelte er nach Berlin um. Zuerst studierte Prokop an der Kunsthochschule Weißensee zwei Semester lang, bevor er Journalist bei der Neuen Berliner Illustrierten wurde. In den Jahren 1967 bis 1970 wirkte er als Filmdokumentarist bei verschiedenen Filmen des Studios Heynowski & Scheumann (benannt nach Walter Heynowski und Gerhard Scheumann).
Ab 1971 war Prokop als Schriftsteller tätig. Am 1. März 1994 nahm er sich angesichts einer unheilbaren Krankheit und drohenden jahrelangen Siechtums das Leben.
Gert Prokops Jugenddetektivroman Detektiv Pinky, der die Geschichte des Waisenjungen Pinky (nach der Detektivagentur Pinkerton) erzählt, war ein Klassiker der DDR-Jugendbuchliteratur. Das Buch wurde 2001 als Pinky und der Millionenmops von Stefan Lukschy verfilmt.
1971 verfasste Prokop anlässlich eines Wettbewerbes für utopische Erzählungen eine Geschichte namens Der Tod der Unsterblichen (1975 erschienen in Der Mann vom Anti) über einen zwergenhaften Privatdetektiv, den er danach weitere Abenteuer erleben ließ. Diese Science-Fiction-Erzählungen (gesammelt in Wer stiehlt schon Unterschenkel? und Der Samenbankraub) sind eine Form der Gesellschaftskritik. Die Abenteuer von Timothy Truckle, Detektiv für die allmächtigen Konzernchefs in den totalitär regierten USA der Zukunft und gleichzeitig Agent für die Untergrundbewegung, zeichnen eine Dystopie mit der Überwachung des Einzelnen durch staatliche Institutionen und einer fast unbeschränkten Macht der Konzerne.

## Auszeichnungen und Ehrungen
- 1990 Deutscher Science-Fiction-Preis für Kasperle ist wieder da! (Beste Kurzgeschichte)
- 1994 Kurd-Laßwitz-Preis für Liebe, Du zärtlicher, zitternder Vogel (Kategorie Kurzgeschichte)

## Bücher
- Der Tod des Reporters. Verlag Das Neue Berlin, 1973 (Krimi).
- Der Drache mit den veilchenblauen Augen. Der Kinderbuchverlag Berlin, 1974 (Kinderbuch).
- Gute-Nacht-Geschichten für verträumte Kinder. Verlag Benziger, Zürich, 1975 (Kinderbuch).
- Einer muß die Leiche sein. 1976, von der DEFA 1978 verfilmt (Regie: Iris Gusner)
- Der kleine Riese und andere Märchen. Der Kinderbuchverlag Berlin, 1976 (Kinderbuch).
- Wer stiehlt schon Unterschenkel?. Das Neue Berlin, 1977, 2006 (SF-Kriminalgeschichten, miteinander verknüpft über die Figur des zwergenwüchsigen Detektivs Timothy Truckle). Gekürzte Taschenbuchausgabe: Der Tod der Unsterblichen. Wilhelm Heyne Verlag, München 1984, ISBN 3-453-30780-1.
- Die Sprache der Fotografie. Berlin, Neues Leben, 1978 (Foto-Lesebuch).
- Die Maus im Fenster. Der Kinderbuchverlag Berlin, 1980 (Kinderbuch).
- Detektiv Pinky. Der Kinderbuchverlag Berlin, 1982 (Jugendbuch).
- Der Samenbankraub. Das Neue Berlin, 1983, ISBN 3-360-01230-5, 2003 (SF-Kriminalgeschichten; Fortsetzung von Wer stiehlt schon Unterschenkel?).
- Das todsichere Ding. Das Neue Berlin, 1986, ISBN 3-360-00066-8 (SF-Krimi).
- Die Phrrks. Das Neue Berlin, 1988, ISBN 3-360-00743-3 (phantastische Erzählungen).
- Der Hausflug. Der Kinderbuchverlag Berlin, 1989, ISBN 3-358-01209-3 (Jugendbuch).
- Null minus unendlich. Das Neue Berlin, 1990, ISBN 3-360-00768-9 (phantastische Erzählungen).
- So blond, so schön, so tot. Das Neue Berlin, 1994 (Krimi).

## Hörspiele
- 1976 Der Drache mit den veilchenblauen Augen, Rundfunk der DDR
- 1976 Die Wolke, die nicht regnen wollte, Litera-Schallplatte
- 1977 Der Nachtigallenkönig, Litera-Schallplatte
- 1978 Rotkäppchen, Litera-Schallplatte
- 1980 Der kleine Riese, Berliner Rundfunk
- 1980 Das allerschönste Mädchen, Berliner Rundfunk
- 1986 Der Vogel, der sein Lied vergaß, Berliner Rundfunk